# Medizinalassistent
Medizinalassistent war zur Geltungszeit der Bestallungsordnung für Ärzte aus dem Jahre 1953 die Bezeichnung für einen Absolventen des Medizinstudiums, der noch nicht als Arzt bestallt war.
Die erst zwei-, später einjährige Pflichtausbildung musste an einer dafür zugelassenen Einrichtung durchlaufen werden. Chirurgie und Innere Medizin waren obligat. Andere Fächer konnten in Kliniken und Instituten  bei einem ermächtigten Arzt absolviert werden.
In der Deutschen Demokratischen Republik entsprach die zweijährige Pflichtassistentenzeit der MA-Zeit. Sie wurde in den 1960er Jahren abgeschafft. Im Vereinigten Königreich entspricht der Junior House Officer dem Medizinalassistenten. Mit der Approbationsordnung für Ärzte wurde der westdeutsche Medizinalassistent 1970 abgeschafft. Seither absolvieren Medizinstudenten das Praktische Jahr am Ende ihres Studiums. Zwischen 1988 und 2004 gab es den Arzt im Praktikum.